# إدوارد شيفيلد بارتولوميو
إدوارد شيفيلد بارتولوميو (بالإنجليزية: Edward Sheffield Bartholomew) هو نحات أمريكي، ولد في 1822، وتوفي في 2 مايو 1858 بسبب التهاب القصبات.